# Pelonne
Pelonne är en kommun i departementet Drôme i regionen Auvergne-Rhône-Alpes i sydöstra Frankrike. Kommunen ligger i kantonen Rémuzat som tillhör arrondissementet Nyons. År 2022 hade Pelonne 25 invånare.

## Befolkningsutveckling
Antalet invånare i kommunen Pelonne
Referens:INSEE